# Хабаровский трамвай
Хаба́ровский трамва́й — трамвайная система в Хабаровске. Хабаровский трамвай был пущен в эксплуатацию 5 ноября 1956 года. Оператор системы — Муниципальное Унитарное Предприятие Городской электрический транспорт города Хабаровска (МУП «ГЭТ»).

## История

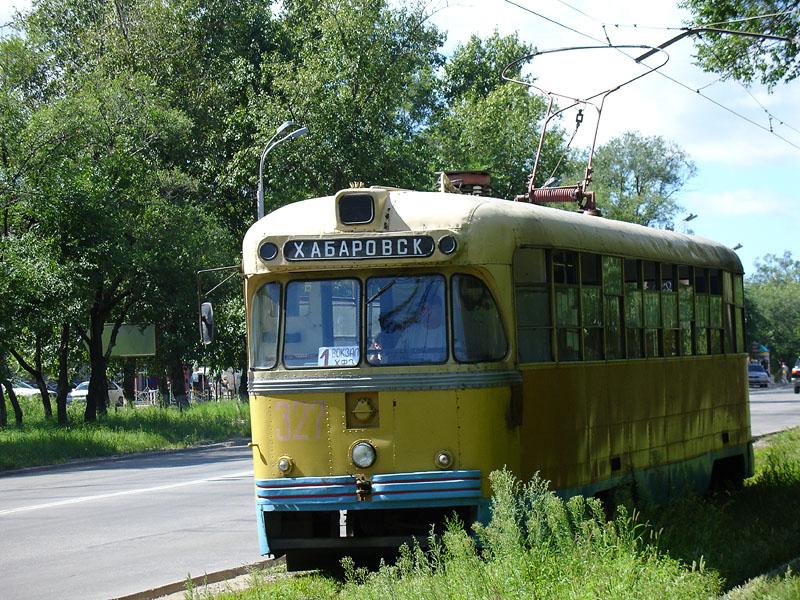
Рижский РВЗ-6М2 на Краснореченской улице, май 2006 года

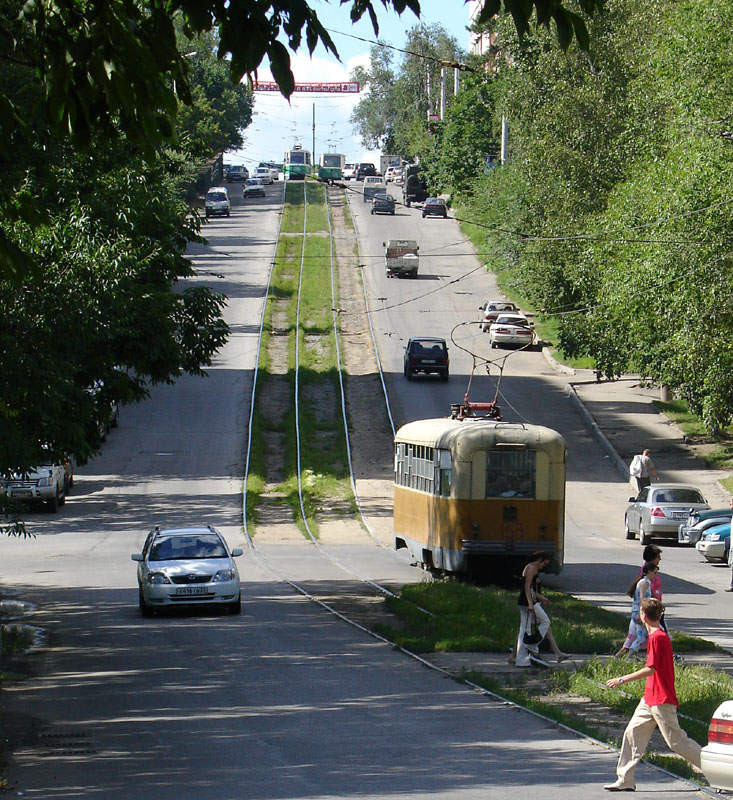
На горках вдоль улицы Шеронова можно одновременно наблюдать три-четыре вагона.

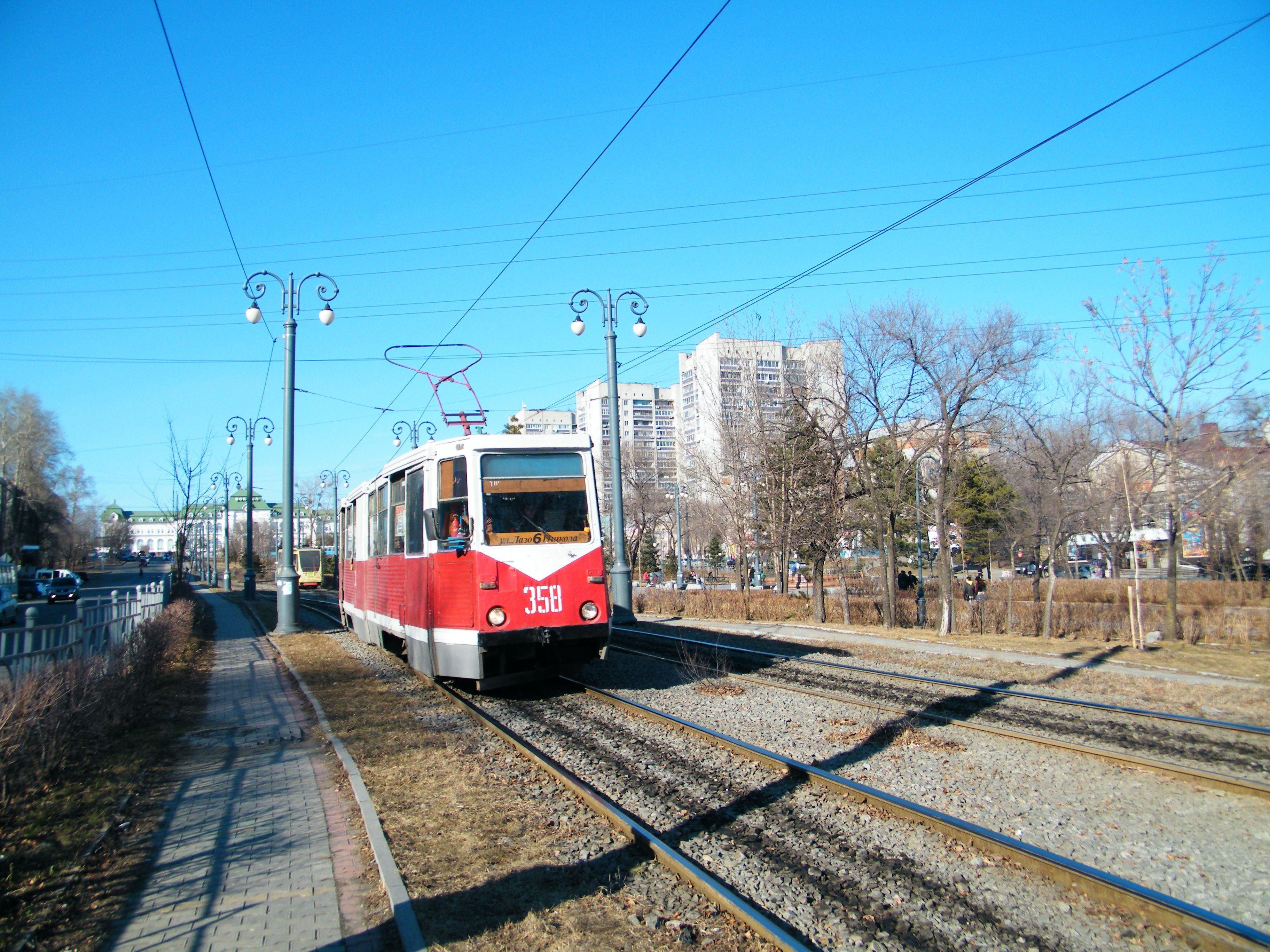
КТМ-5 на Амурском бульваре, апрель 2014 года.

Первые проекты хабаровского трамвая, датированные 1901 годом, реализованы не были..
В 1938 году население города Хабаровска достигло 200 тыс. человек. Согласно Постановлению президиума Хабаровского городского Совета № 849 от 05.10.1938 г., утверждена первая очередь строительства трамвая по маршруту ул. Тургенева — ул. Серышева — Привокзальная пл. — Станционная ул. — Николаевская ул. — ул. Ленина — ул. Тургенева протяжённостью 9,4 км. Осуществить задуманные планы помешала Великая Отечественная Война.
В 1953 году начались активные действия по строительству первой трамвайной линии и депо № 1. Не хватало рабочих рук, поэтому на земельные работы стали приглашать горожан на общественных началах.
В 1956 году в городе Хабаровске объявлен набор слушателей по новой специальности — водитель трамвая. Обучение первой группы проводилось в городе Владивостоке.
По решению Хабаровского горисполкома первым директором «Дирекции строящихся трамвайных сооружений» назначен З. Я. Косухин.
27 октября 1956 года им был подписан приказ № 1 «О вводе в эксплуатацию Хабаровского трамвая и укомплектовании штата». На балансе предприятия в 1956 году были 7 вагонов типа КТМ-1 и 5 шт. — МТВ-82, протяжённость первой линии составила 19 км в однопутном исчислении. «Дирекция строящихся трамвайных сооружений» являлось юридическим лицом и имело свою печать, имущество, расчётный счёт в Госбанке.
Пуск первой очереди трамвайной линии состоялся 5 ноября 1956 года. 
В 1957 году введён маршрут № 1 «Дальхимфарм — Железнодорожный вокзал», построен однопутный участок с разъездом до Рубероидного завода — маршрут № 2. Затем введен маршрут № 3 - «Дальхимфарм - Рубероидный завод. На балансе числятся 32 вагона типа МТВ-82.
В 1958 году сдан в эксплуатацию маршрут № 4 «Депо №1 — 38-я школа».
01.02.1958 «Дирекция строящихся трамвайных сооружений» переименовано в «Управление Хабаровского трамвая» на основании приказа № 35 от 04.02.1958. «Управление Хабаровского трамвая» являлось правопреемником имущественных прав и обязанностей «Дирекции строящихся трамвайных сооружений». Основной деятельностью управления является перевозка пассажиров электрическим транспортом — трамваем.
В 1959 году маршрут № 5 продлён до Мясокомбината, затем в 1960 году до Посёлка им. Кирова.
14.04.1962 года вышло решение горисполкома № 194 «О выделении земельного участка на строительство троллейбусного депо». В 1967 году открыт маршрут № 6 «Железнодорожный вокзал — Школа № 19».
В 1968 г. начато строительство троллейбусного депо и троллейбусной линии по маршруту № 1 «Аэропорт — Комсомольская площадь».
17.07.1973 в Краснофлотском районе города Хабаровска введено в эксплуатацию трамвайное депо № 2. Ему было передано несколько трамвайных вагонов типа МТВ-82 и снегоочистители.
20.01.1975 введено в эксплуатацию троллейбусное депо № 3 и сдан в эксплуатацию троллейбусный маршрут № 1 протяжённость 25,5 км в однопутном исчислении.
01.01.1975 «Управление Хабаровского трамвая» переименовано в «Хабаровское трамвайно-троллейбусное управление» на основании приказа № 20 от 05.01.1975 и являлось правопреемником «Управления Хабаровского трамвая», являлось юридическим лицом, имело свои печати: предприятия и отдела кадров, угловые штампы, счета в учреждениях банков, работало на принципах полного хозяйственного расчёта, имело самостоятельный баланс. Высшим органом управления являлся Горкомхоз.
Последнее по времени расширение сети выполнено в 2005 году, когда линию до ДХФ продлили за Красную речку.
В 2023—2025 году прошло обновление трамвайного парка.
Длина трамвайных путей составляет около 35 километров (в том числе дополнительные пути для разворотов вагонов, кроме депо).

## Все маршруты
По состоянию на 11 ноября 2024 г. в городе действует 3 маршрута (№ 1, 2, 5). Общий выпуск с 1 сентября 2020 г. составляет 34 вагона в будни, 23 — в выходные. 
Действующие трамвайные маршруты:
| Маршрут                                                 | Софиты | Софиты | Время работы | Расписание или интервал движения | Выпуск                   |
| ------------------------------------------------------- | ------ | ------ | --- | --- | ------------------------ |
| 1 (Железнодорожный вокзал — Дальхимфарм)                |        |        | Будни: от ЖД 6:34-21:40 (в депо 23:12) от ДХФ 6:32-21:38 (в депо 23:10) Выходные: от ЖД 6:32-21:47 (в депо 23:06) от ДХФ 6:25-21:35 (в депо 23:03)             | будни 4-10 минут выходные 10-12 минут | будни — 18 выходные — 12 |

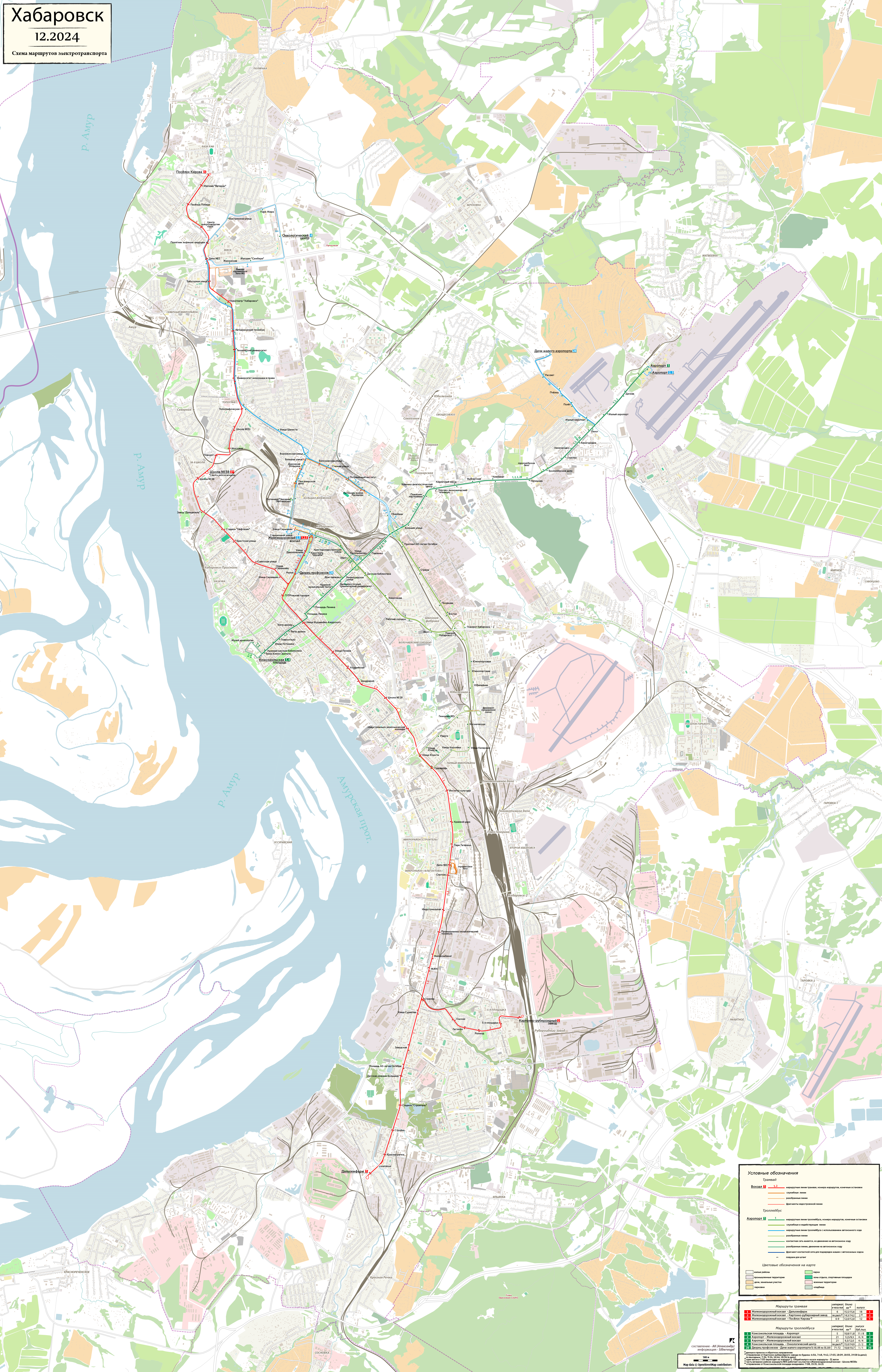
Карта трамвайных и троллейбусных маршрутов Хабаровска (12.12.2024).

| 2 (Железнодорожный вокзал — Картонно-рубероидный завод) |        |        | Будни: от ЖД 6:50-18:50 от КРЗ 6:56-19:45 Выходные: от ЖД 6:40-17:40 от КРЗ 7:36-18:36                                                                         | от «Железнодорожный вокзал»: будни: 06:50, 08:40, 10:30 (до депо № 1), 16:00, 17:00, 17:50, 18:50 выходные: 06:40, 08:30, 10:20 (до депо № 1), 15:50, 17:40 от «Картонно-рубероидный завод»: будни: 06:56, 07:46, 09:36, 16:56, 17:56, 18:46 (до депо № 1), 19:45 (до депо № 1) выходные: 07:36, 09:26, 16:46, 18:36 (до депо № 1) *Вместо депо вагоны могут переходить на маршруты 1 и 5 по расписанию | Будни — 2 выходные — 1   |
| 5 (Железнодорожный вокзал — пос. им. Кирова)            |        |        | Будни: от ЖД 6:43-20:25 (в депо 22:21) от п. Кирова 6:27-20:09 (в депо 21:28) Выходные: от ЖД 6:30-20:10 (в депо 22:05) от п. Кирова 6:41-20:14 (в депо 21:33) | будни 5-7 минут выходные 8-12 минут | будни — 14 выходные — 10 |

Закрытые трамвайные маршруты:
- Маршрут № 1А (Железнодорожный вокзал - Школа № 19) - Был предположительно заменен маршрутом № 6 в 1980-х гг.;
- Маршрут № 3 (ХимФармЗавод - Картонно-рубероидный завод) - Был маловостребованным маршрутом. Закрыли, предположительно, в 2010 г.;
- Маршрут № 4 (Питомник им. Лукашова - Школа № 38) - Был введён в апреле 2010 и отменен в октябре того же года. Был маловостребованным маршрутом. Также в начале 2011 г. снова возобновился. Но скоро закрыли и примерно в это же время;
- Маршрут № 6 (Школа № 19 - Питомник им. Лукашова (ранее предположительно был маршрутом № 1А) - был приостановлен в марте 2020 г. из-за аварийного состояния подстанции, путей и контактной сети. Так же используется на перегоне Железнодорожный вокзал - Школа № 19 как резервный. Из-за демонтажа линии закрыли окончательно в 2024 г.;
- Маршрут № 7 (ХимФармЗавод -Индустриально-экономический техникум) - Может использоваться в случае ремонта и аварий на путях на перегоне Школа № 19 - Ж/Д Вокзал. Закрыли в 2017 г. Закрыт из-за дублирования маршрута № 1. Считается резервным;
- Маршрут № 8 (Железнодорожный вокзал - Депо № 1) - Может использоваться в случае ремонта и аварий на путях на перегоне Спутник - Дальхимфарм (последний раз случился в 2024 г. из-за аварии), или при следовании вагонов в депо на отстой, раньше был стабильным маршрутом с выпуском до 6-8 вагонов. Закрыли в 2016 г. Закрыт из-за дублирования маршрута № 1 и 2. Считается резервным или служебным;
- Маршрут № 9 (Пос. им. Кирова - Депо №1) - В пик максимального количества трамвайных маршрутов был самым длинным маршрутом. Закрыли в начале 2013 г. Считается резервным.

Старое следование маршрутов:
- Маршрут №4 (Депо №1 - Школа №38) - К/ст Депо №1 используется как конечная 9 маршрута, маршрут №4 следует измененным следованием. Маршрут №4 теперь закрыт.
- Маршрут №8 (Школа №38 - Поселок имени Кирова) - К/ст Поселок имени Кирова используется как конечная 9 маршрута, маршрут №8 следует измененным следованием. Маршрут №8 является служебным/резервным).

Неосуществленные трамвайные маршруты:
- Маршрут № 2/6 (Картонно-рубероидный завод - Питомник имени Лукашова) - Маршруты 2 и 6 были объединены. Она открылась, и позже закрылась в 2018 году.
- Маршрут № 10 (ЖД Вокзал - Судоверфь(Примерное следование)) - Маршрут должен идти от Вокзала на улицу Воронежскую, затем на улицу Большой и по Проспекту 60-летия Октября, там сворачивать на эстакаду на улицу Калараша на выход к улице Краснореченской. Потом с Краснореченской на улицу Юности, на эстакаду и сворачивать на проспект и до улице Большой, на улицу Воронежскую и на Вокзал. Был заменен троллейбусном маршрутом № 5 другим следованием (От ЖД Вокзала: Ленинградская улица - Проспект 60-летия Октября - Эстакада - Ул. Калараша - Ул. Краснореченская. От Судоверфи: Ул. Краснореченская - Ул. Юности - Эстакада - Проспект 60-летия октября - Ул. Ленинградская) Троллейбусный маршрут № 5 был закрыт.

## Трамвайное депо
В Хабаровске осталось одно трамвайное депо: Трамвайное депо № 1 на улице Краснореченская, 96. С 21 января 2009 г. в Трамвайном депо № 1 работает Учебный центр по подготовке кадров и повышения квалификации МУП города Хабаровска.
С августа 2017 г. из-за банкротства Трамвайное депо № 2 (ВРМ) на улице Тихоокеанской, 164 была закрыта, а в марте 2018 года она была выкуплена на застройку.

## Подвижной состав
| Модель | Кол-во эксплуатирующиеся и не эксплуатирующиеся вагоны+спецвагоны/Кол-во вагонов за все время | Фотографии | Списанные | Эксплуатирующиеся, не эксплуатирующиеся и выведенные из эксплуатации(включая служебные) |
| --- | --------------------------------------------------------------------------------------------- | ---------- | --- | --- |
| МТВ-82 | 1(60/5)                                                                                       |            | 2, 4, 5(Служебные), 10, 11, 12, 13, 14, 15, 16, 17, 18, 19, 20, 21, 22, 23, 24, 25, 26, 27, 28, 29, 30, 31, 32, 33, 34, 35, 36, 37, 38, 39, 40, 41, 42, 43, 44, 45, 46, 47, 48, 49, 50, 51, 52, 53, 54, 55, 56, 57, 58, 59, 60, 62, 63, 64, 65, 66, 67, 68, 69, 70 | 4(Грузовая платформа(Выведен из эксплуатации в ожидания исключения)), 5(Вагон-вышка КС(Ранее 61)). |
| КТМ-1 | (8)                                                                                           |            | 104, 110, 112, 114, 116, 118, 120, 122(Судьба и местонахождения неизвестны) | нет |
| КТП-1 | (7)                                                                                           |            | 111, 113, 115, 117, 119, 121, 123 (Судьба и местонахождения неизвестны) | нет |
| РВЗ-6 | (15)                                                                                          |            | 71, 72, 73, 74, 75, 76, 77, 78, 79, 80, 81, 90, 91, 93, 94 | нет |
| РВЗ-6М | (35)                                                                                          |            | 95, 96, 97, 98, 99, 100, 101, 102, 103, 104, 105, 106, 107, 108, 109, 110, 111, 112, 113, 114, 115, 116, 117, 118, 119, 120, 121, 122, 123, 124, 125, 140(Ранее ???), 158(Ранее ???), 172, 315(Ранее ???, Учебный и единственный РВЗ-6М во втором депо) | нет |
| РВЗ-6М2 | 7(91/1)                                                                                       |            | 20(Сетеизмеритель НТТРЗ), 126, 127, 128, 129, 130, 131, 132, 133, 134, 135, 136(Учебный), 136(До продажи - 323(2023 г.)) 137, 138, 139, 140, 141, 142, 143, 144, 145, 146, 147, 148, 149, 151(Учебный), 152, 153, 154, 155, 156, 158, 159(1979-1980 гг.(Авария)), 160, 161, 162, 163, 164, 165, 166, 168, 171, 171(Ранее 330), 301, 302, 303, 304, 305, 306, 307, 308, 309, 310, 311, 312, 313, 314, 315, 316, 317, 318, 319(Рельсосварочный), 320, 321, 322, 324, 324(Ранее 150), 325, 326, 327, 328, 328(Раннее 341), 329, 331, 332, 335, 337, 338, 339, 342, 343, 343(Ранее 167), б/н(склад) | 157, 169, 170(Не эксплуатируются), 333, 334, 336(Учебный), 340, 341(Ранее 328, 115(Выведен из эксплуатации/донор для 344)), 344(Выведен из эксплуатации). |
| 71-605 (КТМ-5М3)                                                                                            | 4(31/2)                                                                                       |            | 351(Вагон-Столовая), 352, 354, 355(Передан в поселок Николаевка, будет перестраиваться под кафе), 356(Учебный), 356(Ранее 360), 357, 358, 359, 361, 363, 364, 366(ранее 377, 378, 365) 368, 371(ранее 385, 379, 356, 369), 373(Передан в другой город - Комсомольск-на-Амуре для КВР КнААПО(Не прошел, был порезан в том же городе)), 374, 375, 378, 377(Ранее 366), 378(Ранее 377), 379, 381, 385(Ранее 371). | 353(Ранее 367(Не эксплуатируется)), 362(Выведен из эксплуатации), 366(ранее 377, 378, 365(Не эксплуатируется)), 367(Ранее 353(Выведен из эксплуатации в ожидания исключения)), 370(Учебный(Не эксплуатируется)), 376, 380(Выведены из эксплуатации в ожидании исключения), 382(ранее 373, 372(Не эксплуатируется)). |
| 71-605А | 1(9)                                                                                          |            | 379(Ранее 385), 381(ранее 387, 172), 382, 383, 386, 388(ранее 173), 389(ранее 174), 390(ранее 175). | 384(Не эксплуатируется). |
| 71-608К (КТМ-8)                                                                                             | 1(28/0)                                                                                       |            | 104, 106, 113, 118, 122, 300(Ранее 107), 301(Ранее 108), 302(Ранее 109), 303(Ранее 110), 304(Ранее 124), 305(Ранее 125), 307(Ранее 115), 308(Ранее 112), 309(Ранее 114, Консервация), 310(Ранее 116, Консервация), 313/1(Ранее 119) и 313/2(Ранее 306, 111), 314(Ранее 123), 350(Ранее 100, 176), 351(Ранее 101), 391, 392, 393(Ранее 120), 394(Ранее 121), 395(Ранее 102), 396(Ранее 103), 397(Ранее 105) | 312(Рельсосварочный(ранее 117)). |
| 71-608КМ (КТМ-8М)                                                                                           | 1                                                                                             |            | Нет | 398(Не эксплуатируется). |
| 71-132 (ЛМ-93)                                                                                              | 1(5/0)                                                                                        |            | 127, 128, 129, 130(Сборки КнААПО) | 126(Сборка КнААПО(Путепроверочный(Не эксплуатируется))). |
| 71-134К (ЛМ-99К)                                                                                            | 1                                                                                             |            | Нет | 100(Не эксплуатируется). |
| 71-134А (ЛМ-99АВН)                                                                                          | 2(10)                                                                                         |            | 101, 107, 108 | 102, 103, 104(Выведены из эксплуатации в ожидания исключения), 105, 106, 109, 110(Выведены из эксплуатации в ожидания исключения). |
| 71-623-00 (КТМ-23)                                                                                          | 4(6)                                                                                          |            | 114, 119 | 112, 115, 116, 117. |
| 71-623-01 (КТМ-23)                                                                                          | 1                                                                                             |            | Нет | 111. |
| 71-623-02 (КТМ-23)                                                                                          | 6                                                                                             |            | Нет | 120, 121, 122, 123, 124, 125. |
| 71-623-02.02 (КТМ-23)                                                                                       | 3                                                                                             |            | Нет | 127, 128, 129 |
| 71-623-04 (КТМ-23)                                                                                          | 11                                                                                            |            | Нет | 130, 131, 132, 133, 134, 135, 136, 137, 138, 139, 140. Второй вагон из второй партии поступит этим летом. |

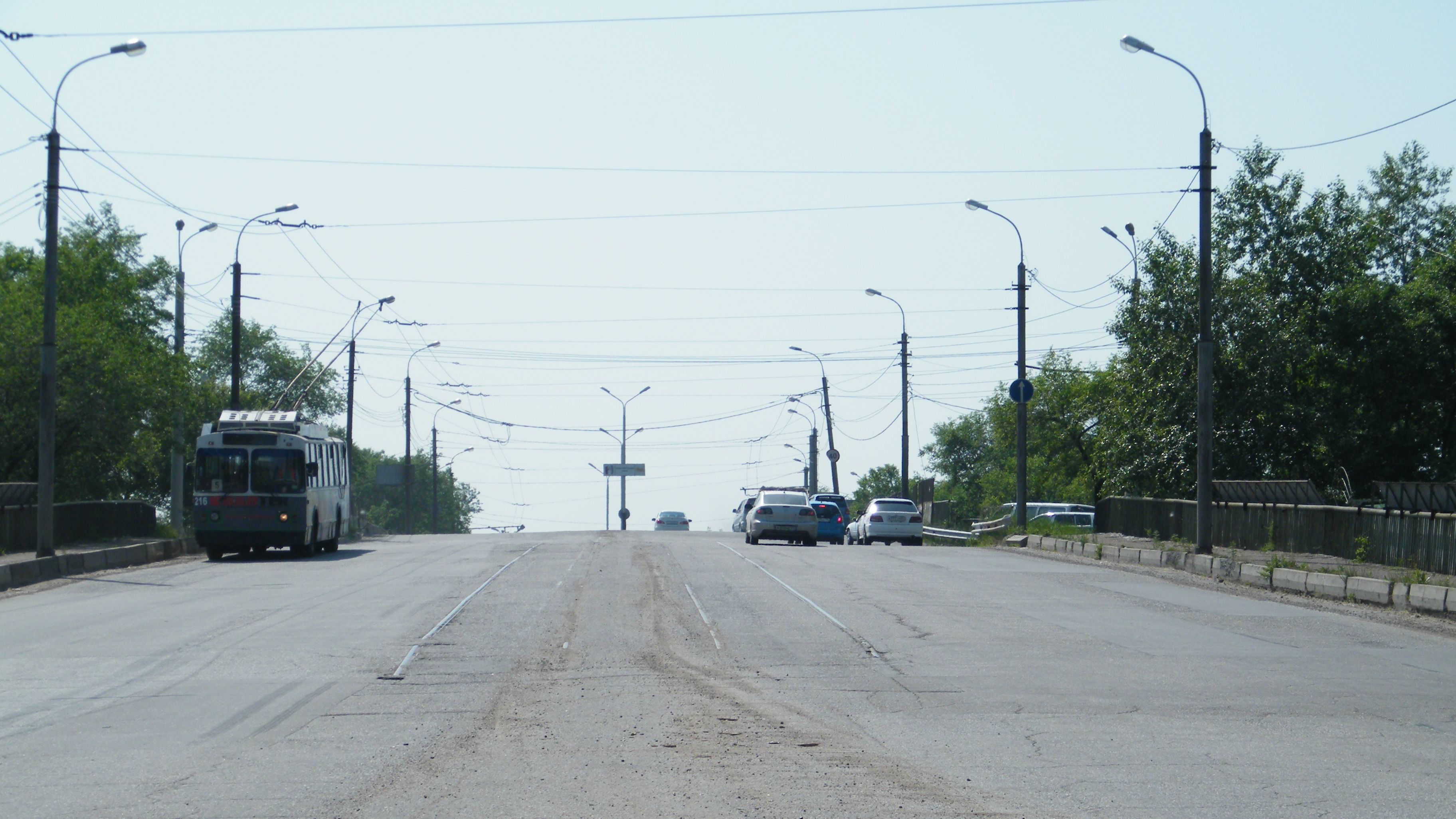
Трамвайные пути неосуществлённого маршрута №10 на эстакаде «ул. Юности — проспект 60 лет Октября». Троллейбус на маршруте № 5.

| ВТК-09А | 1                                                                                             |            | Нет | 18(Хоппер-дозатор). |
| ВТК-24 | 2                                                                                             |            | Нет | ГС-17, ГС-21(Вихревые снегоочистители). |
| ВТК-24М | 2                                                                                             |            | Нет | 19(Вихревой снегоочиститель с фрезерно-роторной установкой(Ранее 71-605А №3059 из Новосибирска)), ГС-22(Вихревой снегоочиститель) |
| ГС-1 | (2)                                                                                           |            | ГС-6, ГС-8(Роторный снегоочиститель) | Нет |
| ГС-4 (ГВРЗ)                                                                                                 | (1)                                                                                           |            | ГС-9 | Нет |
| ГС-4 (КРТТЗ)                                                                                                | 2(4)                                                                                          |            | ГС-10(Щеточный снегоочиститель), 11 | ГС-12, ГС-15(Щёточные снегоочистители) |
| РГС-2 | (1)                                                                                           |            | б/н(Снегоочиститель) | Нет |
| ТК-28 | 1                                                                                             |            | Нет | РТ-14(Рельсотранспортёр(Ранее 14)) |
| ТК-28А | (1)                                                                                           |            | 16(Ранее РТ-16(Рельсотранспортёр)) | Нет |
| Всего на момент 22.03.2025 года трамваев: 44 пассажирских эксплуатируются/не эксплуатируются, 11 служебных. |                                                                                               |            | | |